# Lai bretão
Um lai Bretão, também conhecido como lai narrativo ou simplesmente lai, é uma forma de romance francês medieval e inglês. Os lais são curtos (em média, 600-1000 linhas), contos rimados de amor e cavalaria, freqüentemente envolvendo motivos sobrenaturais e do mundo das fadas celta.

## Histórico
Os mais velhos lais bretões a sobreviver sob forma escrita são provavelmente os Lais de Marie de France, dos quais se pensa terem sido compostos por volta da década de 1170 por Maria de França, uma poeta francesa que viveu na Inglaterra em fins do século XII e início do século XIII. Das descrições nos lais de Marie e em vários lais anônimos em francês antigo do século XIII, sabemos de lais anteriores de origem celta, talvez mais líricos em estilo, cantados por menestréis bretões. Acredita-se que estes lais líricos bretões, nenhum dos quais sobreviveu, eram apresentados por um resumo narrativo ambientando a cena para uma canção, e que estes resumos se tornaram a base para os lais narrativos. O Lai da Praia, um dos cerca de vinte lais em francês antigo traduzidos em prosa para o Norueguês antigo no século XIII, dá uma descrição detalhada do comissionamento de Guilherme, o Conquistador no que parece ser um lai lírico para comemorar um período passado em Barfleur.

## Lista de lais
Os mais antigos lais bretões escritos foram compostos numa variedade de dialetos do francês antigo, e conhecem-se cerca de meia dúzia de lais compostos em Inglês médio no século XIII e século XIV por vários autores ingleses. Entre eles estão:
- Sir Orfeo, Sir Degaré, Sir Gowther, Emaré e The Erle of Tolouse, todos de autores anônimos
- Lay le Freine, uma tradução de Le Fresne de Marie de France
- O Conto de Franklin dos Contos de Canterbury de Geoffrey Chaucer. (O Conto da Esposa de Bath é algumas vezes identificado como um lai bretão, mas na verdade não contém nenhuma das características concordantes que definem o gênero.)
- Sir Launfal, de Thomas Chestre (a releitura de um lai anterior em inglês médio, Landavale, ele próprio uma tradução do Lanval de Marie de France)
- Lai du Cor, de Robert Biket